# Heliodor (poeta segle I)
Heliodor, en llatí Heliodoros, en grec antic Ἡλιόδωρος, fou un poeta grec autor d'un poema conegut amb el títol Ἰταλικὰ Θεάματα (Contemplació d'Itàlia), del qual Estobeu n'ha preservat sis versos. Probablement va viure després de Ciceró.